# Torre albarrana

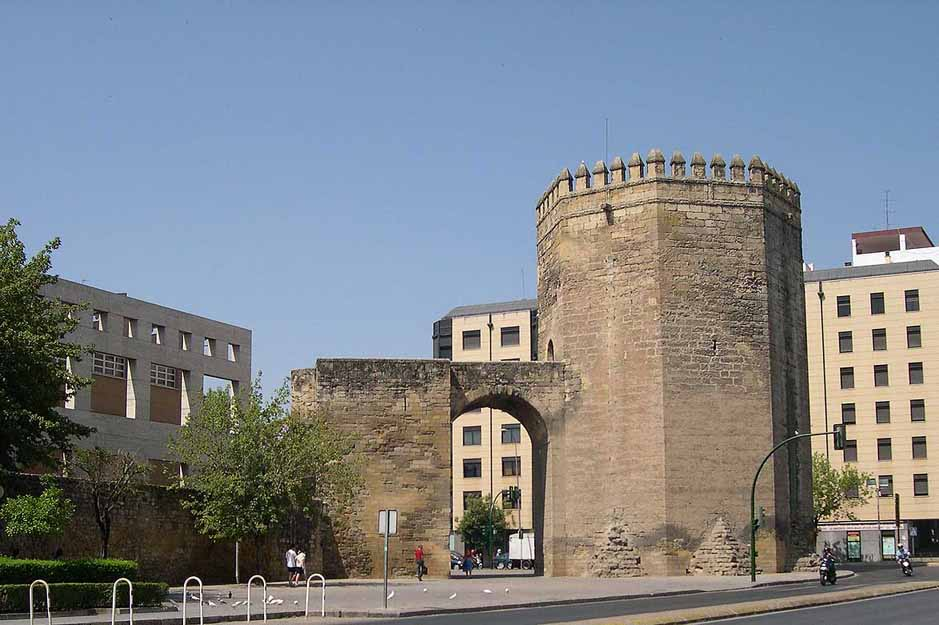
Torre de la Malmuerta, en Córdoba (España), ubicada en una esquina de la muralla de forma que permitía la defensa simultánea de las cercanas Puerta del Colodro y la Puerta del Rincón.

Una torre albarrana es una torre que forma parte de un recinto fortificado con el que está comunicada, aunque generalmente exenta de la muralla y conectada a esta mediante un pequeño arco, puente o incluso, mina que pudiera ser destruido fácilmente en caso de que la torre cayese en manos del enemigo. Puede ir también adosada como gran baluarte pero en este caso es de mayor tamaño que las demás. 
Según la RAE, albarrana proviene de la palabra albarrán, y esta a su vez del ár. hisp. al-barrāna ('la de fuera').
La mayor concentración de torres albarranas se encuentra en Talavera de la Reina, todas ellas en España, aunque se cree que la torre Swillington en el castillo de Pontefract, en Yorkshire, Reino Unido, es un ejemplo de este tipo de edificación. En las maquetas del castillo pueden apreciarse dos torres albarranas, que habrían sido ideadas por Juan de Gante, duque de Lancaster, tras su paso por el país ibérico en sus pretensiones por la Corona castellana.
Ejemplos de torres albarranas pueden ser las torres del Oro y la de la Plata en Sevilla, la de la Malmuerta en Córdoba, la Torre de Espantaperros en Badajoz (cuya alcazaba posee varios ejemplos de estas torres), las torres que rodean la Alcazaba de Mérida, la torre de la Corredera en Úbeda, las cuatro del castillo de Piedrabuena cerca de Alburquerque o el castillo de Santibáñez el Alto o San Juan de Máscoras. 

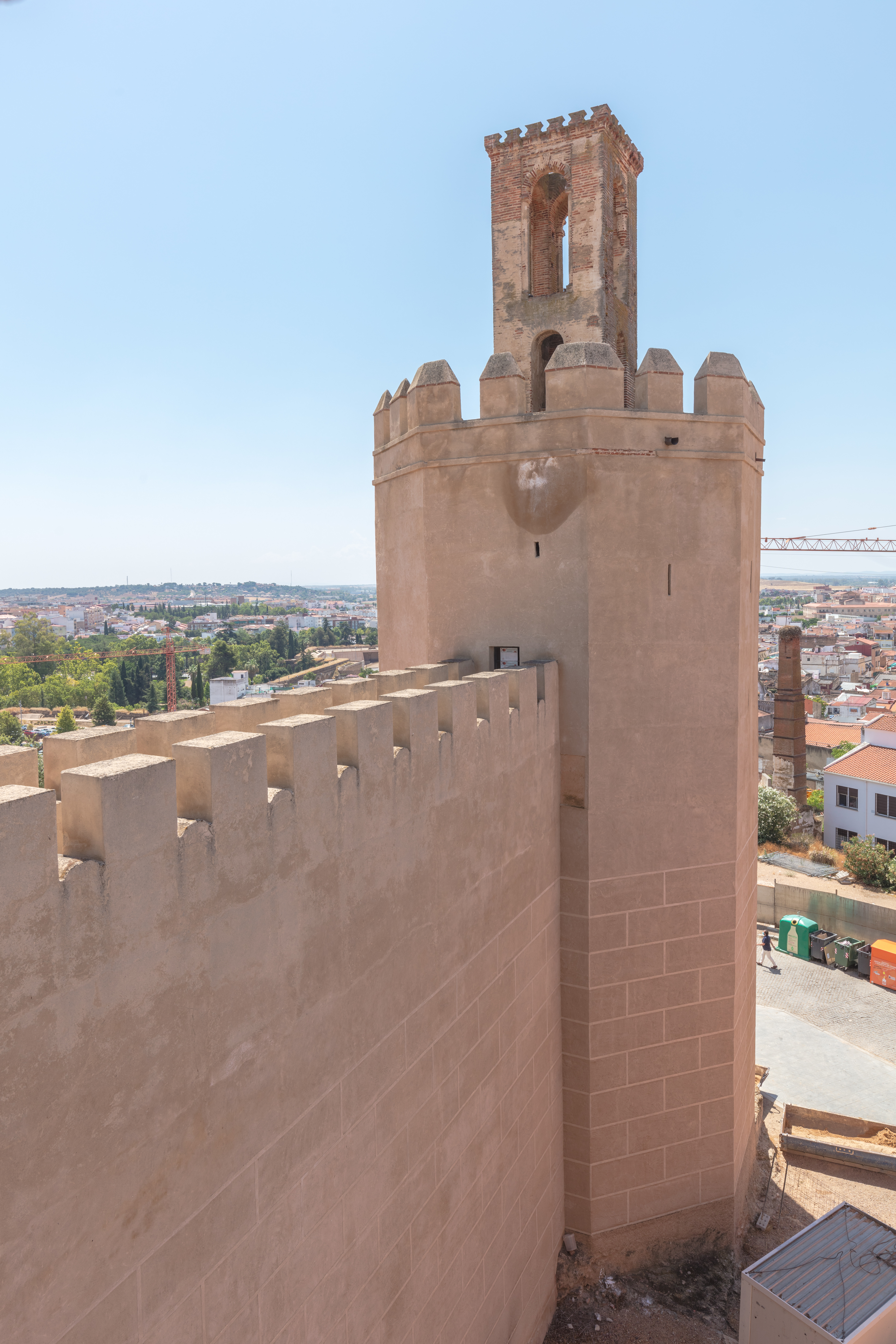
Torre albarrana y el lienzo de muralla de comunicación con el adarve en la Alcazaba de Badajoz, España.

## Torres albarranas de flanqueo, aisladas o en batería
Es la tipología andalusí por excelencia que tradicionalmente tienen sus orígenes cronológicos en las torres defensivas almohades de la segunda mitad del siglo XII, como son la alcazaba de Badajoz, que fue refortificada hacia el 1169 debido a las ofensivas de Geraldo Sempavor y Alfonso I, fechas similares a las construcciones de las torres albarranas de Cáceres, aunque se tiene dudas ya que se podrían retrasar sus orígenes hasta el siglo IX, aunque es más típico de albacaras que de castillos propiamente dichos.
Su objetivo, como su nombre indica, es generar un flanqueo estático, sobre todo en las zonas perimetrales más vulnerables a ser atacadas y que se solían unir al resto de la muralla a través de arcos para salvar el espacio entre el muro principal a la vez que para protegerlo en caso de que la torre fuera atacada a través de túneles, evitando así el desplome del muro principal.

## Corachas o torres albarranas de acceso o control puntual

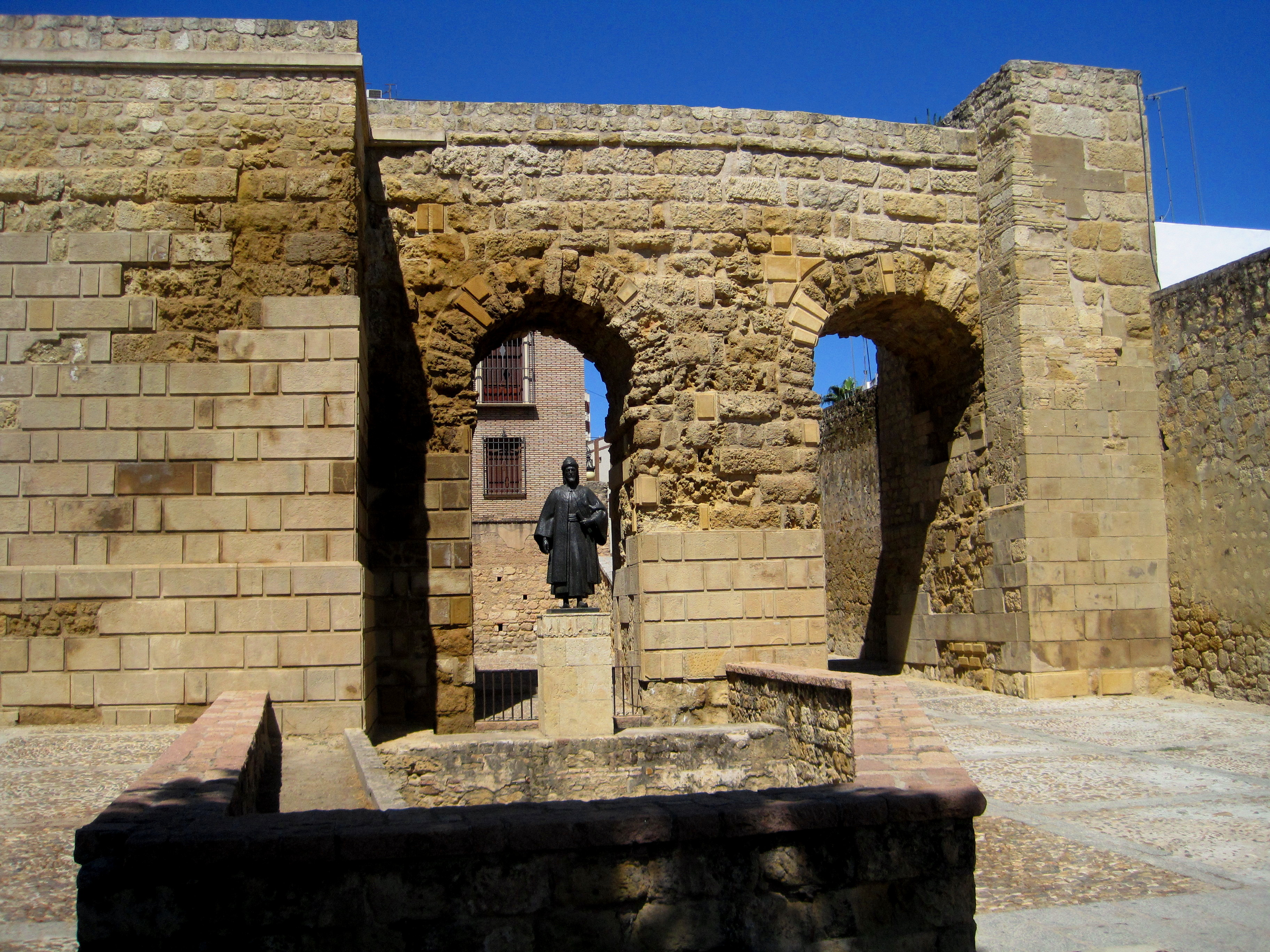
Puente de doble arco que une una torre albarrana con la muralla, en la Puerta de Sevilla de Córdoba (España).

Eran unas torres que protegían determinados puntos de cierta importancia, bien fueran pozos o salidas al mar, pero que debido a la hipertrofia que presentaban con la aparición de la pirobalística entraron en decadencia ya que su dificultar para guarnecer bien, su carencia de flanqueo y su cualidad para ser atacada por ambos lados las condicionaban enormemente.

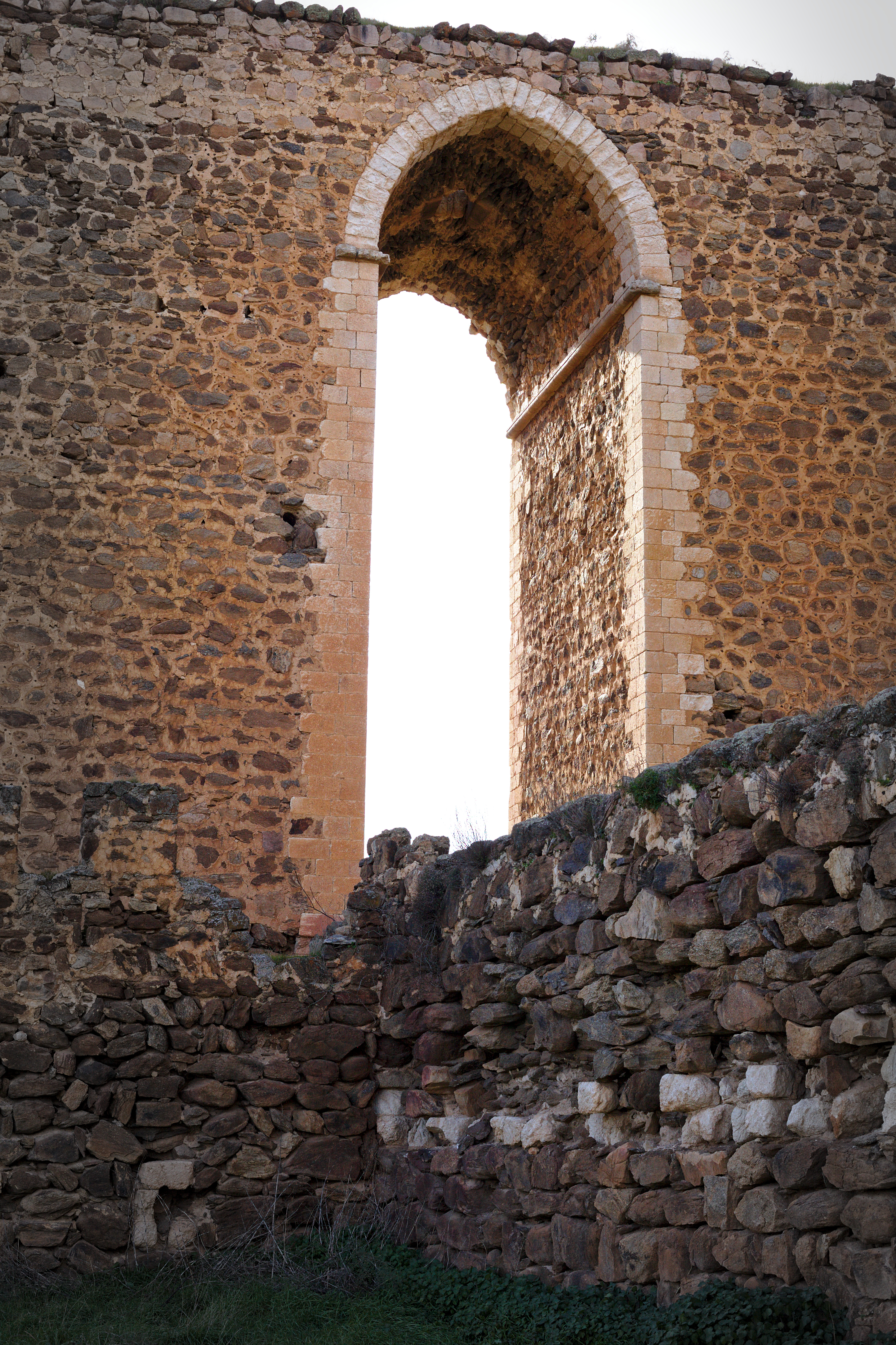
Arco de unión de una torre albarrana y la muralla en el Castillo de Montalbán, que posee las torres albarranas de mayor altura del mundo.